# Marie Elisabeth af Slesvig-Holsten-Gottorp
Marie Elisabeth af Slesvig-Holsten-Gottorp (født 6. juni 1634 på Gottorp Slot, død 17 juni 1665 i Darmstadt) var en dansk-tysk prinsesse, der var landgrevinde af Hessen-Darmstadt fra 1661 til 1665. Hun var datter af hertug Frederik 3. af Slesvig-Holsten-Gottorp og blev gift med Landgreve Ludvig 6. af Hessen-Darmstadt i 1650.